# Variància d'Allan

Un rellotge es prova més fàcilment comparant-lo amb un rellotge de referència molt més precís. Durant un interval de temps τ, mesurat pel rellotge de referència, el rellotge a prova avança τy, on y és la freqüència mitjana (relativa) del rellotge durant aquest interval. Si mesurem dos intervals consecutius tal com es mostra, podem obtenir un valor de (y − y′)^{2} —un valor més petit indica un rellotge més estable i precís. Si repetim aquest procediment moltes vegades, el valor mitjà de (y − y′)^{2} és igual al doble de la variància d'Allan (o desviació d'Allan al quadrat) per al temps d'observació τ.

La variància d'Allan (AVAR), també coneguda com a variància de dues mostres, és una mesura de l'estabilitat de la freqüència en rellotges, oscil·ladors i amplificadors. Porta el nom de David W. Allan i s'expressa matemàticament com {\displaystyle \sigma _{y}^{2}(\tau )}. La desviació d'Allan (ADEV), també coneguda com sigma-tau, és l'arrel quadrada de la variància d'Allan, {\displaystyle \sigma _{y}(\tau )}.
La variància de la mostra M és una mesura de l'estabilitat de la freqüència utilitzant mostres M, el temps T entre mesures i el temps d'observació {\displaystyle \tau }. La variància M -mostra s'expressa com
{\displaystyle \sigma _{y}^{2}(M,T,\tau ).}
La variància d'Allan pretén estimar l'estabilitat a causa dels processos de soroll i no la d'errors sistemàtics o imperfeccions com ara la deriva de freqüència o els efectes de la temperatura. La variància d'Allan i la desviació d'Allan descriuen l'estabilitat de freqüència. Vegeu també la secció Interpretació del valor a continuació.

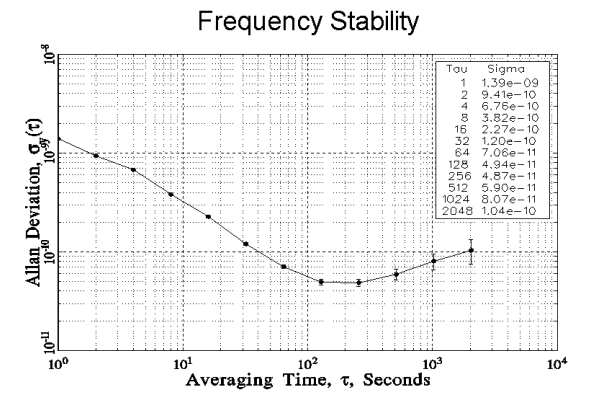
Gràfic d'exemple de la desviació d'Allan d'un rellotge. A un temps d'observació molt curt τ, la desviació d'Allan és alta a causa del soroll. A τ més llarg, disminueix perquè el soroll surt de mitjana. Amb τ encara més llarg, la desviació d'Allan comença a augmentar de nou, cosa que suggereix que la freqüència del rellotge es desplaça gradualment a causa dels canvis de temperatura, l'envelliment dels components o altres factors. Les barres d'error augmenten amb τ simplement perquè requereix temps obtenir molts punts de dades per a τ gran.

La variància general de la mostra M segueix sent important, ja que permet temps mort en les mesures, i les funcions de biaix permeten la conversió en valors de variància Allan. No obstant això, per a la majoria de les aplicacions el cas especial de 2 mostres, o "variància Allan" amb {\displaystyle T=\tau } és del màxim interès.

## Rerefons
Quan es va investigar l'estabilitat dels oscil·ladors de cristall i els rellotges atòmics, es va trobar que no tenien un soroll de fase que consistia només en soroll blanc, sinó també en soroll de freqüència de parpelleig. Aquestes formes de soroll es converteixen en un repte per a les eines estadístiques tradicionals com la desviació estàndard, ja que l'estimador no convergirà. Així, es diu que el soroll és divergent. Els primers esforços per analitzar l'estabilitat van incloure tant anàlisis teòriques com mesures pràctiques.

## Interpretació del valor
La variància d'Allan es defineix com la meitat de la mitjana de temps dels quadrats de les diferències entre lectures successives de la desviació de freqüència mostrejada durant el període de mostreig. La variància d'Allan depèn del període utilitzat entre mostres, per tant, és una funció del període mostral, comunament denotat com a τ, de la mateixa manera que la distribució que es mesura, i es mostra com un gràfic en lloc d'un nombre únic. Una baixa variància d'Allan és una característica d'un rellotge amb bona estabilitat durant el període mesurat.

## Definició
La variància d'Allan es defineix com
{\displaystyle \sigma _{y}^{2}(\tau )=\left\langle \sigma _{y}^{2}(2,\tau ,\tau )\right\rangle ,}
on {\displaystyle \langle \dotsm \rangle } denota l'operador d'expectativa. Això es pot expressar convenientment com
{\displaystyle \sigma _{y}^{2}(\tau )={\frac {1}{2}}\left\langle \left({\bar {y}}_{n+1}-{\bar {y}}_{n}\right)^{2}\right\rangle ={\frac {1}{2\tau ^{2}}}\left\langle \left(x_{n+2}-2x_{n+1}+x_{n}\right)^{2}\right\rangle ,}
on {\displaystyle \tau } és el període d'observació, {\displaystyle {\bar {y}}_{n}} és l' enèsima mitjana de freqüència fraccionària durant el temps d'observació {\displaystyle \tau } .
Les mostres es prenen sense temps mort entre elles, que s'aconsegueix deixant {\displaystyle T=\tau .}